# 김동원 (작가)
김동원 작가는 대한민국의 키네틱 (Kinetic art) 아티스트다. 프랑스 스트라스부르 아르데코를 수석 졸업하고 국내외 작가로 활발이 활동중. 1969년 충청남도 서산에서 태어났다.

## 학력
- 서울 과학기술대학교 졸업
- 프랑스(France) 뮬르즈 보자르(École Supérieure d'art de Mulhouse) 졸업
- 프랑스(France) 스트라스부르 아르데코 (École supérieure des arts décoratifs de Strasbourg) 수석졸업

## 작품
김동원의 작업은 주로 철(Metal)을 소재로 한 키네틱작업이며, 그의 오래된 주제인 '소통(Communication)'은 그가 프랑스 유학시절 작품의 요소로써 관객과의 놀이를 통해 시작되었다. 오브제로서 관객과의 놀이는 그 자신을 주체이자 객체로써 바라보고자 하는 욕망을 담는 행위이다. 그의 작업은 혼자의 힘으로는 작업의 방향을 읽을 수 없으며,둘이상이 될 때 더큰 힘을 발휘하여 보다 다양한 오브제를 만들어가게 된다. 이는 자신을 하나의 오브제로 또 하나의 나를 바라보는 놀이가 되며 그 놀이는 자기 연출이자 성찰이며,스스로 놀이의 도구가 되는 것이다. 그의 작품은 로테크(Low-Tech)를 이용한 테크놀로지로써, 관객이 놀이를 직접 행하게하는 주체자임과 동시에 놀이의 대상 곧 객체가 된다. 이러한 유기적 관계는 그의 작업 모티브인 "소통"을 통해 물리적 자극과 반응이 기계에 전해지며 비로써 하나의 완성된 작품으로 표현된다. 또한 접촉을 통한 관객 상호간의 소통은 서로 순환되는 공동 작업이 된다.
- 경기도 어린이박물관] 앙상블 2011
- 예술의 전당 미술과 놀이전 2011
- 롤링볼 뮤지엄 블랙홀

## 전시
1999년~현재까지 예술의전당,경기도어린이박물관,세연철박물관 外 다수의 전시참여및 개인전 활동中

## 수상
- 프랑스 스트라스부르 아르데코 최우수 작품상(문화부장관상)수상
- 프랑스 제4회 몽벨리아 비엔날레-아름다운 미술상(Prix de Beaux-Art)수상 外 다수

## 작품소장
- 경기도 어린이박물관, 세연 철 박물관, 롯데백화점, KT본사, 롤링볼 뮤지엄 外 다수